# Le Chemin de Damas (roman)
Pour les articles homonymes, voir Le Chemin de Damas.

Carte de la guerre civile syrienne

Le Chemin de Damas est un roman en deux tomes écrit par Gérard de Villiers, publié aux Éditions Gérard de Villiers en mai 2012. C'est un roman de la série SAS, dont il porte les no 193 et no 194.
Il met en scène le prince Malko Linge. L'action se déroule principalement à Beyrouth au Liban, et accessoirement à Damas en Syrie et au Caire en Égypte, au cours du premier semestre 2012, à la fin de la première année de la guerre civile syrienne.
Comme tous les SAS parus au cours des années 2010, chacun des deux tomes a été édité à 200 000 exemplaires.

## Structure
Le premier tome comporte 309 pages en 24 chapitres ; le second tome 310 pages en 26 chapitres.

## Résumé du tomeLe Chemin de Damas: 1
Printemps 2012. Les Américains craignent l'effondrement du régime répressif de Bachar el-Assad, qui ouvrirait la voie à la prise du pouvoir par les islamistes des Frères musulmans ou d'Al-Qaïda. Les Américains, en accord avec les Israéliens, songent à lancer les conditions pour qu'un coup d'État ait lieu, le but étant de placer à la tête de l'État syrien un Alaouite modéré. Malko est envoyé à Beyrouth afin de rencontrer le chef de poste, Mitt Rawley, qui le charge d'entrer en contact avec toute personne utile qui pourrait jouer un rôle dans cet éventuel coup d'État. De fil en aiguille, Malko commence par rencontrer Farah Nassar, bijoutière qui le prend pour un espion du Mossad et avec qui il a des relations sexuelles. Il fait aussi la connaissance de Naef Jna, salariée de la boutique. Farah Nassar croit que Malko est un espion israélien et, avec l'aide de Naef Jna, tente de le faire tuer par le Hezbollah. Malko est sauvé de justesse grâce à l'intervention efficace de Mitt Rawley. Puis Malko contacte le général libanais Mourad Trabulsi. Malko continue ses investigations et parvient à rencontrer brièvement à Beyrouth le général Mohammed Makhlouf, n°2 de la Garde présidentielle syrienne. Après réflexion, ce dernier accepte de se lancer dans la préparation d'un coup d'État contre la famille Assad. Mais c'est sans compter sur le flair de Maher El Assad, frère du président, et Ali Mamlouk, qui soupçonnent le complot. À la fin de l'ouvrage, Mohammed Makhlouf est assassiné, ainsi que toute sa famille. Tous ceux qui ont pris part à l'action sont aussi liquidés (y compris Farah Nassar). Malko ne parvient à échapper aux tueurs de Maher que grâce à deux appels téléphoniques in extremis de Mourad Trabulsi. Bien que l'opération ait été un échec total, Malko apprend dans les dernières lignes du roman que Tamir Pardo, membre éminent des services secrets israéliens, a un « plan B » pour renverser Bachar El Assad.

## Résumé du tomeLe Chemin de Damas: 2
Le tome précédent s'était terminé sur l'échec complet de la tentative de retournement du général Mohammed Makhlouf, n°2 de la Garde présidentielle syrienne, sans que Malko Linge et Mitt Rawley comprennent ce qui avait pu faire échouer le plan. Tamir Pardo, membre éminent des services secrets israéliens, explique qu'il a un « plan B » pour renverser Bachar el-Assad : retourner le général Abdallah Al Qadam, chef d'état-major de l'armée syrienne. Il s'agit de faire en sorte de tuer dans un premier temps l'un des conseillers d'Assad, Ali Douba, afin que ce dernier, membre du comité exécutif secret du parti Baas, soit ensuite remplacé par le général Al Qadam, qui compte tenu de son importance stratégique aurait alors toute liberté pour tenter un coup d'État dans un troisième temps. A l'instigation du Mossad, Malko se charge de contacter un membre du Hamas, Talal Abu Saniyeh, qui pourrait exécuter Ali Douba. Pour cela, Malko se fait passer pour un agent des services secrets israéliens et son nouveau officier traitant. Sur le plan personnel, Malko rencontre de nouveau Naef Jna, salariée de la bijouterie de Farah Nassar (qui a été assassinée par les Syriens à la fin du volume précédent). Il a une liaison avec la jeune femme, qui tombe amoureuse de lui. Pendant ce temps, Ali Mamlouk, le chef des services secrets syriens, comprend que si Malko reste à Beyrouth, c'est pour continuer à comploter contre le régime alaouite. Il ordonne qu'on continue à le suivre. Sur ces entrefaites, Bachar el-Assad se fâche avec Ali Douba et ordonne son exécution. Quelques jours après, alors qu'Ali Douba doit se rendre à Damas, Talal Abu Saniyeh procède à l'attentat demandé par Malko en plaçant une bombe sous sa voiture. La voiture explose peu après, sous les yeux ébahis de l'équipe de tueurs envoyée par Ali Mamlouk ! L'un d'eux ayant noté le numéro de la plaque d'immatriculation de Talal Abu Saniyeh, celui-ci est interpellé peu de temps après. Interrogé et torturé, il avoue très rapidement travailler pour les services israéliens en même temps que le Hamas. Un simulacre d'exécution a lieu : les syriens ordonnent à Talal Abu Saniyeh de rencontrer au Caire son officier traitant (c'est-à-dire Malko) et de l'assassiner. Entre-temps, Malko s'est rendu à Moscou pour y rencontrer le général Abdallah Al Qadam. L'entretien est assez bref ; le général indique à Malko qu'il va réfléchir et qu'il lui donnera une réponse très prochainement. Pendant ce temps, Talal Abu Saniyeh se rend au Caire et contacte Malko, lui demandant de venir le rejoindre pour faire le point. De retour de Moscou, Malko se rend au rendez-vous. Mais entretemps, le Syrien Ali Mamlouk a découvert que l'officier traitant de Talal Abu Saniyeh était Malko : il ordonne immédiatement que celui-ci ne soit pas exécuté car il sera plus utile vivant que mort. L'équipe syrienne qui encadre Talal Abu Saniyeh l'exécute in extremis, au moment où il s'apprêtait à liquider Malko. Celui-ci retourne à Beyrouth, où il apprend que Naef Jna vient d'être enlevée. Malko reçoit un message du général Abdallah Al Qadam : il accepte de faire le coup d'État, et explique que l'action violente aura lieu deux jours après, dans la nuit du vendredi au samedi. Malko fait alors l'objet d'un chantage des Syriens : soit il donne une information concernant son activité ; soit Naef Jna sera exécutée. Dans un état second, Malko informe les Syriens que Bachar El Assad serait bien avisé de ne pas se trouver dans sa résidence dans la nuit de vendredi à samedi. Le soir dit, Naef Jna est libérée par ses ravisseurs, tandis que le coup d'État du général Al Qadam échoue complètement. Ainsi, tandis qu'à la fin du premier tome Malko ignorait pourquoi le complot avait échoué, dans ce second tome il est directement à l'origine de l'échec complet de cette nouvelle tentative, ayant en quelque sorte trahi à la fois la CIA et les services secrets israéliens.

## Autour du roman
- Le titre des deux tomes fait référence à la tradition chrétienne relative à la conversion de Paul : de même que Paul de Tarse quittait Jérusalem pour Damas, et qu'en chemin il s'est converti et a décidé de ne pas martyriser les Chrétiens qu'il était chargé de traquer, Malko Linge change d'avis entre le début du premier volume et la fin du second volume : au lieu d'œuvrer à la chute du régime d'Assad, il décide de faire échouer le coup d'État pour sauver la vie d'une jeune femme innocente qui était tombée amoureuse de lui.
- Alexandra Vogel, compagne de Malko, n'est pas du tout citée dans les deux romans.
- La dernière fois que Malko Linge s'était rendu au Liban ou en Syrie, c'était en 2006 (Le Trésor de Saddam, SAS n°164), 2007 (Rouge Liban, SAS n°166) et 2010 (La liste Hariri, SAS n°181).
- Dans Le Beau Danube rouge (SAS n°196 - 2013), on apprendra que Tamir Pardo est devenu, entre-temps, directeur général du Mossad.